# Luka Potočar
Luka Potočar (Jesenice, 2001) es un deportista esloveno que compite en escalada.
Ganó una medalla de plata en el Campeonato Mundial de Escalada de 2021 y una medalla de plata en el Campeonato Europeo de Escalada de 2022, ambas en la prueba de dificultad.

## Palmarés internacional
| Campeonato Mundial | Campeonato Mundial | Campeonato Mundial | Campeonato Mundial |
| Año                | Lugar              | Medalla            | Prueba             |
| ------------------ | ------------------ | ------------------ | ------------------ |
| 2021               | Moscú (Rusia)      | Medalla de plata   | Dificultad         |
| Campeonato Europeo |                    |                    |                    |
| Año                | Lugar              | Medalla            | Prueba             |
| 2022               | Múnich (Alemania)  | Medalla de plata   | Dificultad         |